# Special Olympics Hong Kong
Special Olympics Hong Kong (chinesisch 香港特殊奧運會, Pinyin Xiānggǎng Tèshū Àoyùnhuì, Jyutping Hoeng1gong2 Dak6syu3 Ou3wan6wui6*2) ist trotz der Eingliederung Hongkongs in die Volksrepublik China 1997 auch heute noch ein eigenständiger Verband von Special Olympics International. Er bietet geistig beeinträchtigten Menschen ab 8 Jahren das ganze Jahr hindurch die Ausübung olympischer Sportarten an. Er betreut auch seine Athletinnen und Athleten bei nationalen und internationalen Special Olympics Wettkämpfen und hat seinen Sitz in Shatin in den New Territories von Hongkong.
Ziel des Verbands ist, den geistig Beeinträchtigten durch die Ausübung von Sport zu ermöglichen, dass sie körperlich fit bleiben, sich an ihren Erfolgen freuen können, ihre Fähigkeiten unter Beweis stellen sowie neue Freundschaften und Beziehungen knüpfen können.

## Geschichte
Der Verband Special Olympics Hong Kong wurde bereits 1976 gegründet und kann auf eine lange Erfahrung im Organisieren von Sportveranstaltungen für geistig Beeinträchtigte zurückblicken. Nach seiner ersten Teilnahme an den Special Olympics World Summer Games 1979 fanden verschiedene Special Olympics Sportveranstaltungen in Hongkong selbst statt, außerdem nahmen Athleten des Verbandes auch an Wettkämpfen im pazifischen Raum und in Asien sowie an allen folgenden World Games teil. Der Verband basiert auf der Mitarbeit von Freiwilligen und auf Spendengeldern, seine Präsidentin ist Laura Ling (Stand 2023).

## Aktivitäten
Im Jahr 2015 waren 12.274 Athletinnen und Athleten sowie 121 Trainer im Verband registriert. Special Olympics Hong Kong bietet folgende Sportarten an: Badminton, Basketball, Boccia, Bowling, Eiskunstlauf, Eisschnelllauf, Floor Hockey, Fußball, Golf, Rhythmische Gymnastik, Leichtathletik, Schneeschuhlaufen, Schwimmen, Tischtennis, Turnen und Volleyball.
Der Verband nimmt an mehreren Programmen von Special Olympics International teil, nämlich an Athlete Leadership, Healthy Athletes, Young Athletes, Youth Activation und Law Enforcement Torch Run.

### Teilnahme an vergangenen Weltspielen

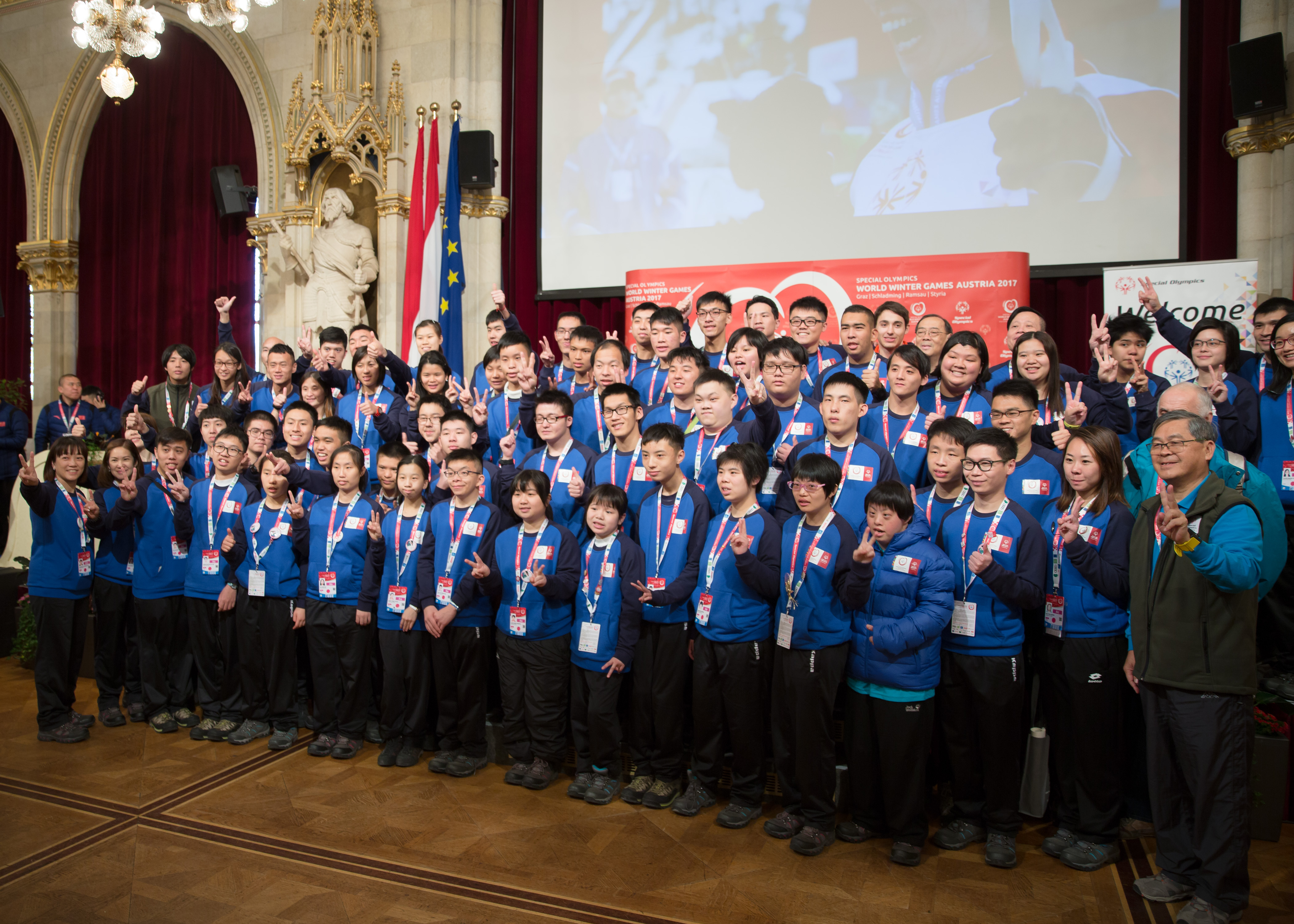
Team Hong Kong beim Empfang der World Winter Games 2017 in Wien

- 1979 Special Olympics World Summer Games, New York, USA[2]
- 1983 Special Olympics World Summer Games, Louisianna, USA (16 Athletinnen und Athleten)[4]
- 1985 Special Olympics World Winter Games, Utah, USA (6 Athletinnen und Athleten)[4]
- 1987 Special Olympics World Summer Games, Indiana, USA (37 Athletinnen und Athleten)
- 1989 Special Olympics World Winter Games, Kalifornien, USA (11 Athletinnen und Athleten)
- 1991 Special Olympics World Summer Games, Minnesota, USA (23 Athletinnen und Athleten)
- 1993 Special Olympics World Winter Games, Schladming, Salzburg, Österreich (12 Athletinnen und Athleten)
- 1995 Special Olympics World Summer Games, Connecticut, USA (34 Athletinnen und Athleten)
- 1997 Special Olympics World Winter Games, Ontario, Kanada (15 Athletinnen und Athleten)
- 1999 Special Olympics World Summer Games, North Carolina, USA (41 Athletinnen und Athleten)
- 2001 Special Olympics World Winter Games, Anchorage, USA (16 Athletinnen und Athleten)
- 2003 Special Olympics World Summer Games, Dublin, Irland (22 Athletinnen und Athleten)
- 2005 Special Olympics World Winter Games, Nagano, Japan (47 Athletinnen und Athleten)
- 2007 Special Olympics World Summer Games, Shanghai, China (106 Athletinnen und Athleten)
- 2009 Special Olympics World Winter Games, Idaho, USA (24 Athletinnen und Athleten)
- 2011 Special Olympics World Summer Games, Athen (76 Athletinnen und Athleten)
- 2013 Special Olympics World Winter Games, PyeongChang, Südkorea (43 Athletinnen und Athleten)
- 2015 Special Olympics World Summer Games, Los Angeles, USA (65 Athletinnen und Athleten)
- 2017 Special Olympics World Winter Games, Graz-Schladming-Ramsau, Österreich (47 Athletinnen und Athleten)
- 2019 Special Olympics, World Summer Games, Abu Dhabi (72 Athletinnen und Athleten)[5]
- 2025 Special Olympics World Winter Games, Turin, Italien (17 Athletinnen  und Athleten)[6]

### Teilnahme an den Special Olympics World Summer Games 2023 in Berlin
Der Verband Special Olympics Hong Kong nahm an den Special Olympics World Summer Games 2023 in Berlin teil. Die Delegation aus Hongkong wurde vor den Spielen im Rahmen des Host Town Programs von Winterberg betreut und bestand aus 126 Personen. Cheuk In Wai, Sportlerin der Rhythmischen Sportgymnastik aus Hongkong, gewann die erste Goldmedaille der World Games am Abend des 18. Junis. Das Team gewann bei diesen Weltspielen insgesamt 39 Gold-, 24 Silber- und 12 Bronzemedaillen.